# ブラチスラヴァ＝ノヴェー・メスト駅

ブラチスラヴァ＝ノヴェー・メスト鉄道駅（スロバキア語: Železničná stanica Bratislava-Nové Mesto）はスロバキアの首都ブラチスラヴァ市にある主要鉄道駅で、ブラチスラヴァ中央駅に次ぐ市内の大規模駅である。

## 概要

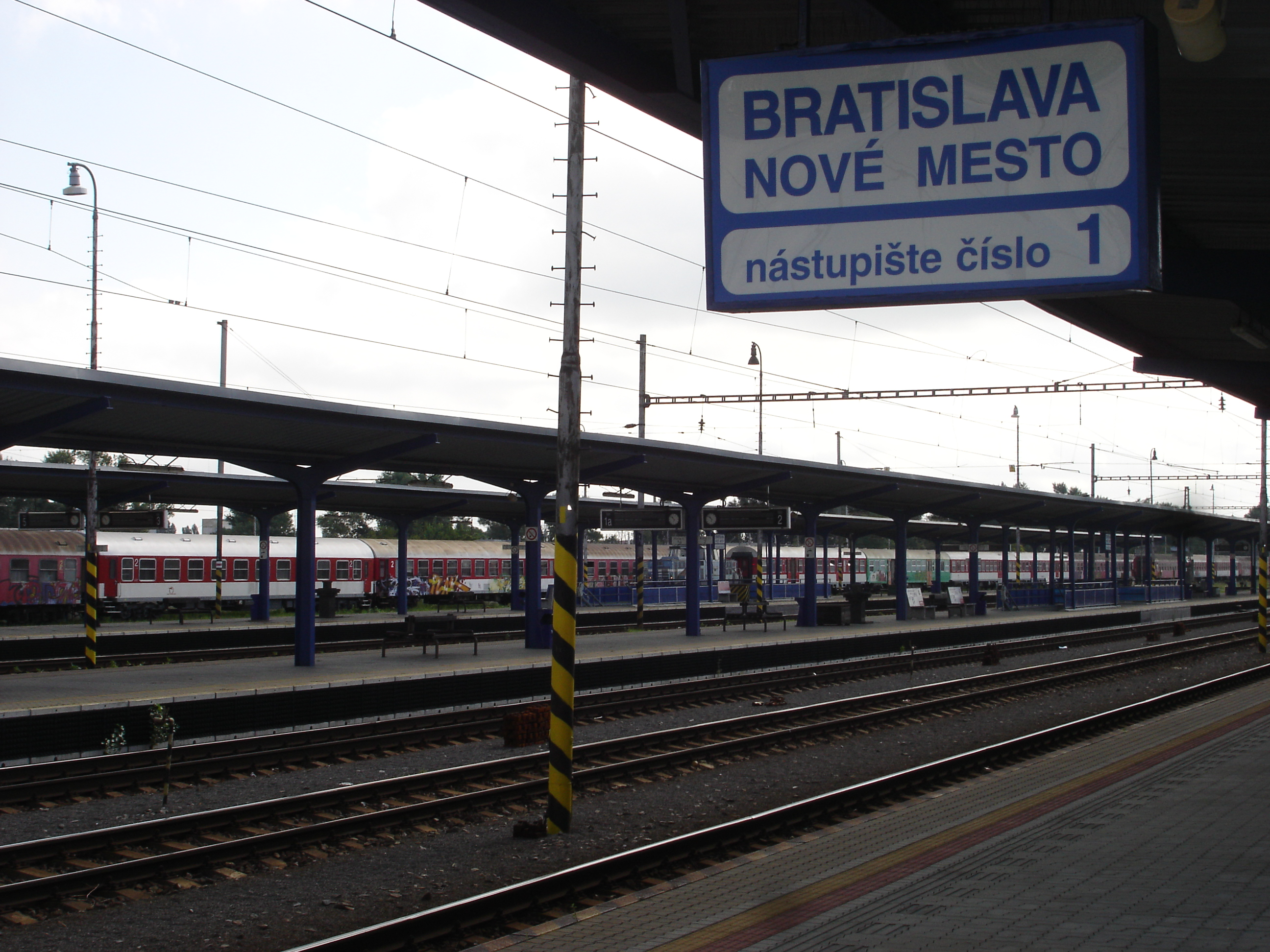
ブラチスラヴァ＝ノヴェー・メスト鉄道駅の構内

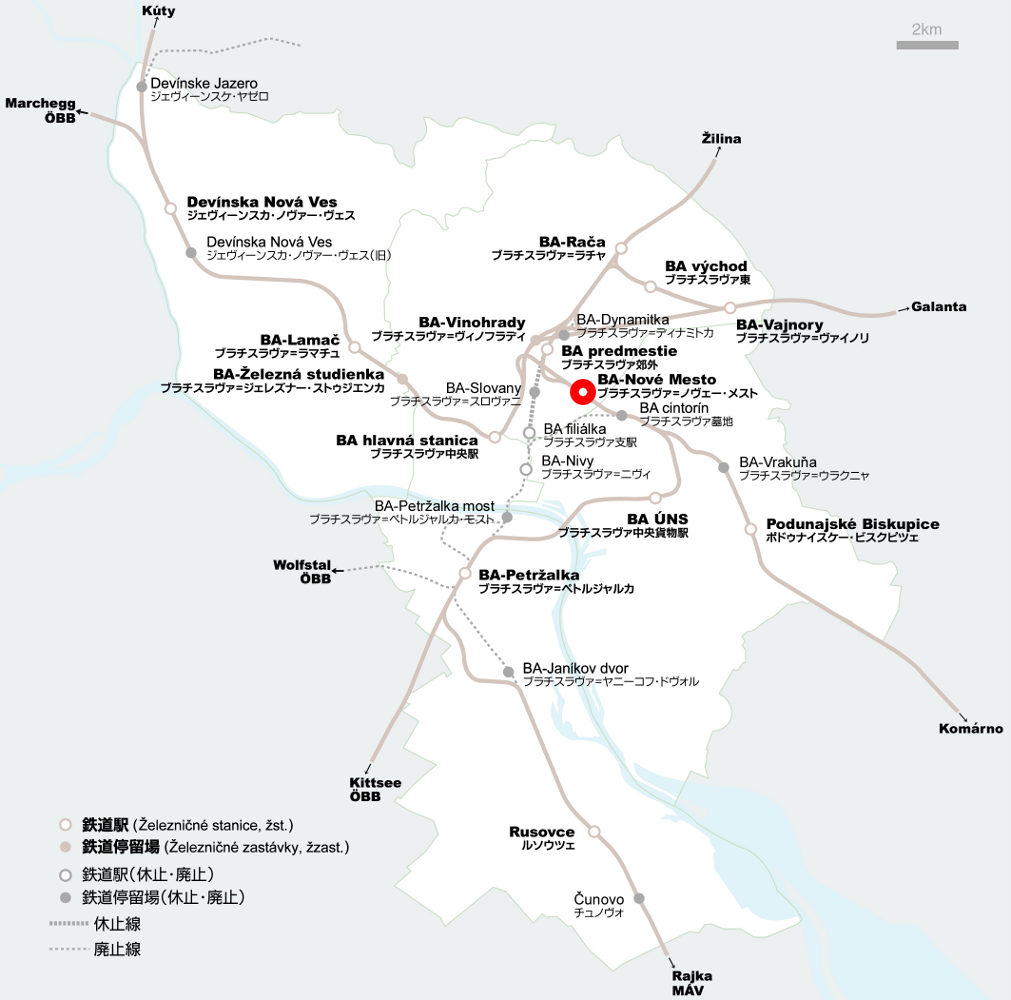
ブラチスラヴァ＝ノヴェー・メスト鉄道駅の位置

かつて旧市街区の旧ブラチスラヴァ＝ノヴェー・メスト鉄道駅（1962年、ブラチスラヴァ＝ニヴィ鉄道駅に改称。1985年廃止）を起点としていたブラチスラヴァ-コマールノ鉄道線と、ブラチスラヴァ中央駅を起点とするブラチスラヴァ-ブダペスト鉄道線およびブラチスラヴァ支駅（1985年休止）を起点とするブラチスラヴァ-ジリナ鉄道線の各線を結ぶ短絡線（ブラチスラヴァ墓地-ブラチスラヴァ＝ノヴェー・メスト鉄道線、ブラチスラヴァ＝ノヴェー・メスト-ブラチスラヴァ中央駅鉄道線、ブラチスラヴァ郊外-ブラチスラヴァ＝ノヴェー・メスト鉄道線）上の駅として1962年に開業した。
自然湖のクハイダ湖に面したブラチスラヴァ3区新市街区トマーシコヴァー通りにあり、多数の側線を備えたブラチスラヴァ市第二のターミナル駅として運用されている。開業以来の総ガラス張りのコンコースは、雨が多い時期には「スイミングプール」（plaváreň）と俗称され、朝には市南東部の住宅地から駅周辺の工業地帯に向かう通勤客で混雑する。クーティ、ジリナ、シュトゥーロヴォ、ライカ（ハンガリー）に向かう国内各方面の列車が発着。現在ウィーン方面のターミナル機能はブラチスラヴァ＝ペトルジャルカ鉄道駅が担っている。
社会主義時代に遮断されていたオーストリア国境のパルンドルフ-ブラチスラヴァ支線キッツエー-ブラチスラヴァ＝ペトルジャルカ間が1998年に復活して以来、ブラチスラヴァ東鉄道駅（Železničná stanica Bratislava východ）操車場とウィーン間を結ぶ貨物列車の通過本数が急増したため線路容量が限界に達しており、旅客列車を運行する鉄道企業体スロバキア（ZSSK）はブラチスラヴァ＝ノヴェー・メスト鉄道駅およびブラチスラヴァ＝ペトルジャルカ鉄道駅に加えた新たなターミナル駅が必要だとしている。
2001年から2007年にかけて駅施設の近代化が行われ、駅舎正面の改修やコンピューターによる自動案内システムの導入、プラットホームの改修などが行われた。2006年には金融機関のATMが設置された。スロバキア国鉄ではさらに、旅客・貨物の利便性向上を目指し民間資本を導入した駅の再開発事業を行う方針で、2009年に入札を実施した。